# David Izeqwire
David Izeqwire (ur. 28 lutego 1970 w Lagos) – nigeryjski bokser zawodowy.

## Profesjonalna kariera
Na zawodowych ringach zadebiutował 8 września 1990 roku nokautując w trzeciej rundzie Thomasa Laysa. Po stoczeniu trzynastu kolejnych pojedynków z mniej wymagającymi rywalami 28 grudnia 1993 pokonał Henry Milligana zdobywając pas mniej znaczącej federacji IBO. W swojej pierwszej obronie pokonał byłego mistrza świata wagi półciężkiej oraz wagi junior ciężkiej Bobby'ego Czyza, walka została przerwana w czwartej rundzie gdy Czyz nie wyszedł do piątej rundy. Tytuł stracił 5 listopada ulegając przyszłemu mistrzowi IBF Adolpho Washingtonowi przez TKO w ósmej rundzie doznając pierwszej i jedynej porażki na zawodowych ringach. Po stoczeniu kolejnych siedmiu pojedynków w 1998 roku zakończył karierę. w 2004 Powrócił na ring gdzie 2 marca pokonał na punkty Grega Wrighta, po tej walce definitywnie zakończył karierę.